# アンアームド
『アンアームド』（Unarmed - Best of 25th Anniversary）は、ドイツのヘヴィメタルバンド、ハロウィンが2009年に発表したアコースティックアルバム。

## 収録曲
1. DR. STEIN - Dr. Stein
2. フューチャー・ワールド - Future World
3. イフ・アイ・クッド・フライ - If I Could Fly
4. ホエア・ザ・レイン・グロウズ - Where the Rain Grows
5. ザ・キーパーズ・トリロジー ～ハロウィーン ～守護神伝 ～ザ・キング・フォー・ア・1000イヤーズ - The Keeper's Trilogy
6. イーグル・フライ・フリー - Eagle Fly Free
7. パーフェクト・ジェントルマン - Perfect Gentleman
8. フォエヴァー・アンド・ワン - Forever And One (Neverland)
9. アイ・ウォント・アウト - I Want Out
10. フォールン・トゥ・ピーセズ - Fallen to Pieces
11. テイル・ザット・ウォズント・ライト - A Tale that Wasn't Right

## 参加ミュージシャン
- アンディ・デリス - vocals
- マイケル・ヴァイカート - guitar
- サシャ・ゲルストナー - guitar
- マーカス・グロスコフ - bass
- ダニ・ルブレ - drums